# Shoufeng
Shoufeng (chinesisch 壽豐鄉, Pinyin Shòufēng Xiāng) ist eine Landgemeinde im Landkreis Hualien in der Republik China (Taiwan).

## Lage, Klima
Shoufeng liegt an der Pazifikküste Taiwans. Die benachbarten Gemeinden sind Ji’an im Norden, Xiulin im Nordwesten, Fenglin im Südwesten und Süden, sowie Fengbin im Süden. Die maximale Nord-Süd-Ausdehnung beträgt etwa 21,3 Kilometer und die maximale Ost-West-Ausdehnung etwa 14 Kilometer. Geografisch besteht die Gemeinde aus drei Teilen: im Westen hat sie Anteil am Huatung-Tal, das sich parallel zur Küste erstreckt. Im Osten umfasst sie einen etwa 23 Kilometer langen Streifen Pazifikküste. Beide Teile werden durch den Gebirgszug des Haian-Gebirges, das sich ebenfalls parallel zur Küste erstreckt, voneinander abgegrenzt.
Das Klima ist subtropisch und vom Monsun geprägt (siehe dazu das Klimadiagramm des nahe gelegenen Hualien).

## Geschichte
Die ersten historisch fassbaren Bewohner der Gegend waren Austronesier, die den indigenen Völkern Taiwans angehörten. Zur Zeit der Zugehörigkeit Taiwans zum Kaiserreich China der Qing-Dynastie begann die Han-chinesische Einwanderung seit der zweiten Hälfte des 19. Jahrhunderts. Während der Zeit der japanischen Herrschaft über Taiwan (1895–1945) wurden an der dünn besiedelten Ostküste Taiwans zahlreiche Muster-Siedlungen für japanische Einwanderer gegründet. Dazu zählten auch die Dörfer Toyoda und Hayashida im heutigen Shoufeng. 1920 wurde die Gegend als Distrikt Kotobuki (japanisch 寿区; ことぶき) in der Präfektur Karenkō organisiert. Nach der Übertragung Taiwans an die Republik China im Jahr 1945 wurde daraus die heutige Gemeinde Shoufeng. Im Jahr 1987 erfolgte eine Grenzkorrektur zu den Nachbargemeinden.
| Gliederung von Shoufeng |
| a b c a: b: c: Guangrong 光榮村 Shoufeng 壽豐村 Fengli 豐裡村 Zhixue 志學村 Fengshan 豐山村 Xikou 溪口村 Shuhu 樹湖村 Fengping 豐坪村 Mizhan 米棧村 Chinam 池南村 Pinghe 平和村 Gonghe 共和村 Yuemai 月眉村 Shuilian 水璉村 Yanliao 鹽寮村 |

## Verwaltungsgliederung

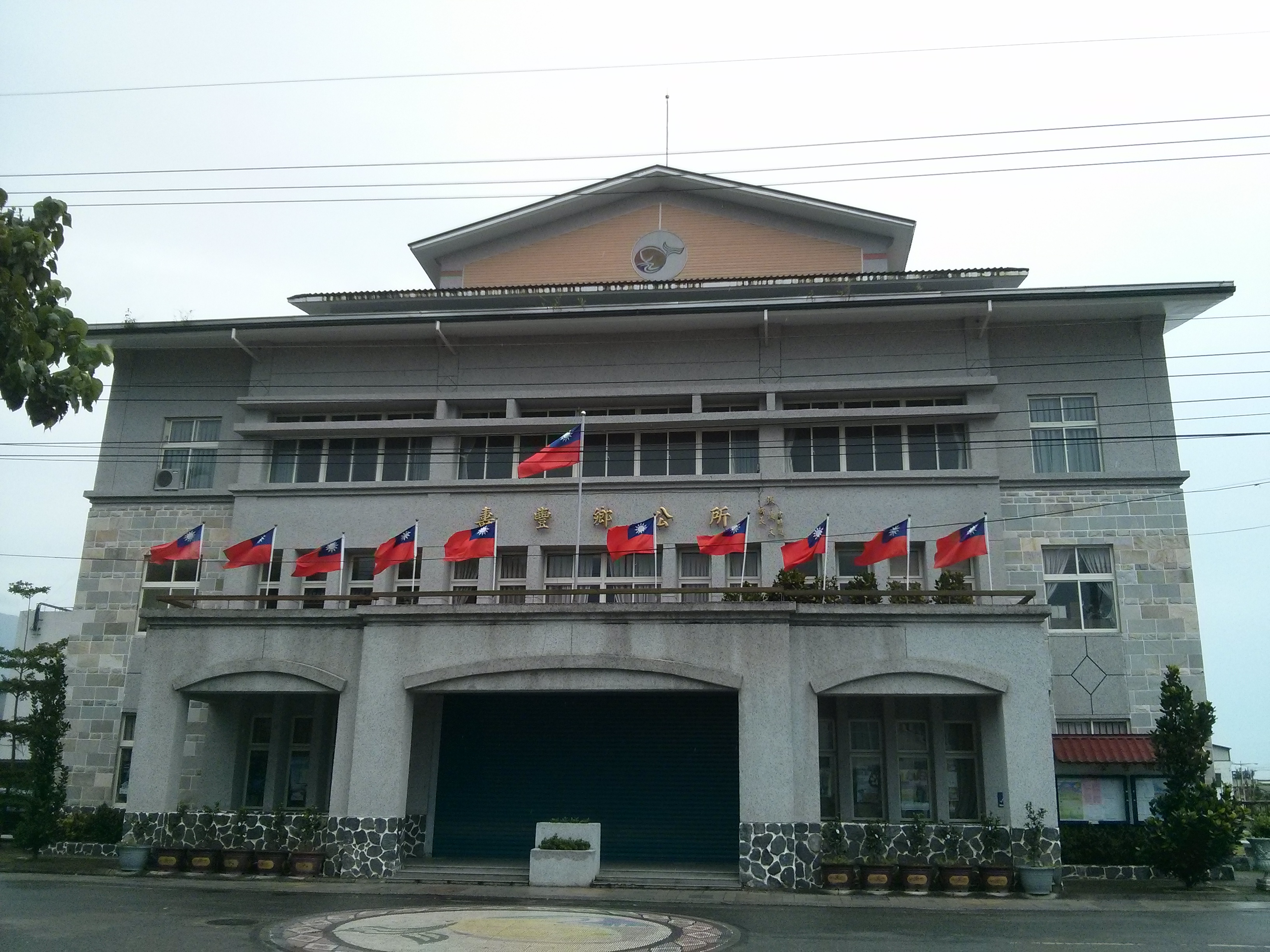
Gebäude der Gemeindeverwaltung von Shoufeng

Shoufeng ist in 13 Dörfer untergliedert: Guangrong (光榮村), Shoufeng (壽豐村), Fengli (豐裡村), Zhixue (志學村), Fengshan (豐山村), Xikou (溪口村), Shuhu (樹湖村), Fengping (豐坪村), Mizhan (米棧村), Chinam (池南村), Pinghe (平和村), Gonghe (共和村), Yuemai (月眉村), Shuilian (水璉村), Yanliao (鹽寮村).

## Bevölkerung
Ende 2017 gehörten nach der offiziellen Statistik 5832 Personen (etwa 32 %) den indigenen Völkern an.

## Verkehr
Die Hauptverkehrsverbindungen sind die Provinzstraße 11, die ihren Verlauf direkt entlang der Küste nimmt, die Provinzstraße 9, die durch das Huatung-Tal führt und die Provinzstraße 11C (11丙), die von der erstgenannten nördlich von Shoufeng abzweigt und eine Verbindung mit der letztgenannten herstellt.
Durch das Huatung-Tal führt die Taitung-Linie (臺東線) der Taiwanischen Eisenbahn, die die Städte Hualien und Taitung verbindet. In der Gemeinde Shoufeng gibt es vier Haltebahnhöfe: Zhixue (志學), Pinghe (平和), Shoufeng (壽豐) und Fengtian (豐田).

## Bildungseinrichtungen
In Shoufeng befindet sich der Haupt-Standort der Dong-Hwa-Nationaluniversität.

## Sehenswürdigkeiten
Ein Touristenziel ist der Liyu-See („Karpfen-See“) im Dorf Chinam, der in reizvoller Landschaft zwischen Bergen gelegen mit einer Fläche von ungefähr 104 Hektar den größten See im Landkreis Hualien bildet. Im Sommer sind über dem See Schwärme von Leuchtkäfern zu beobachten. An den östlichen Berghängen des Dorfs Chinam befindet sich das Forsterholungsgebiet Chinam (池南國家森林遊樂區). Hier befand sich früher ein Transportzentrum der Holzindustrie und die alten Anlagen (Kabelbahnen etc.) sind zu besichtigen bzw. für touristische Zwecke umgewidmet. Im Dorf Fengli wurde in einer ehemaligen Polizeistation ein Kultur- und Historisches Museum eröffnet, das an die Zeit der japanischen Herrschaft erinnern soll.

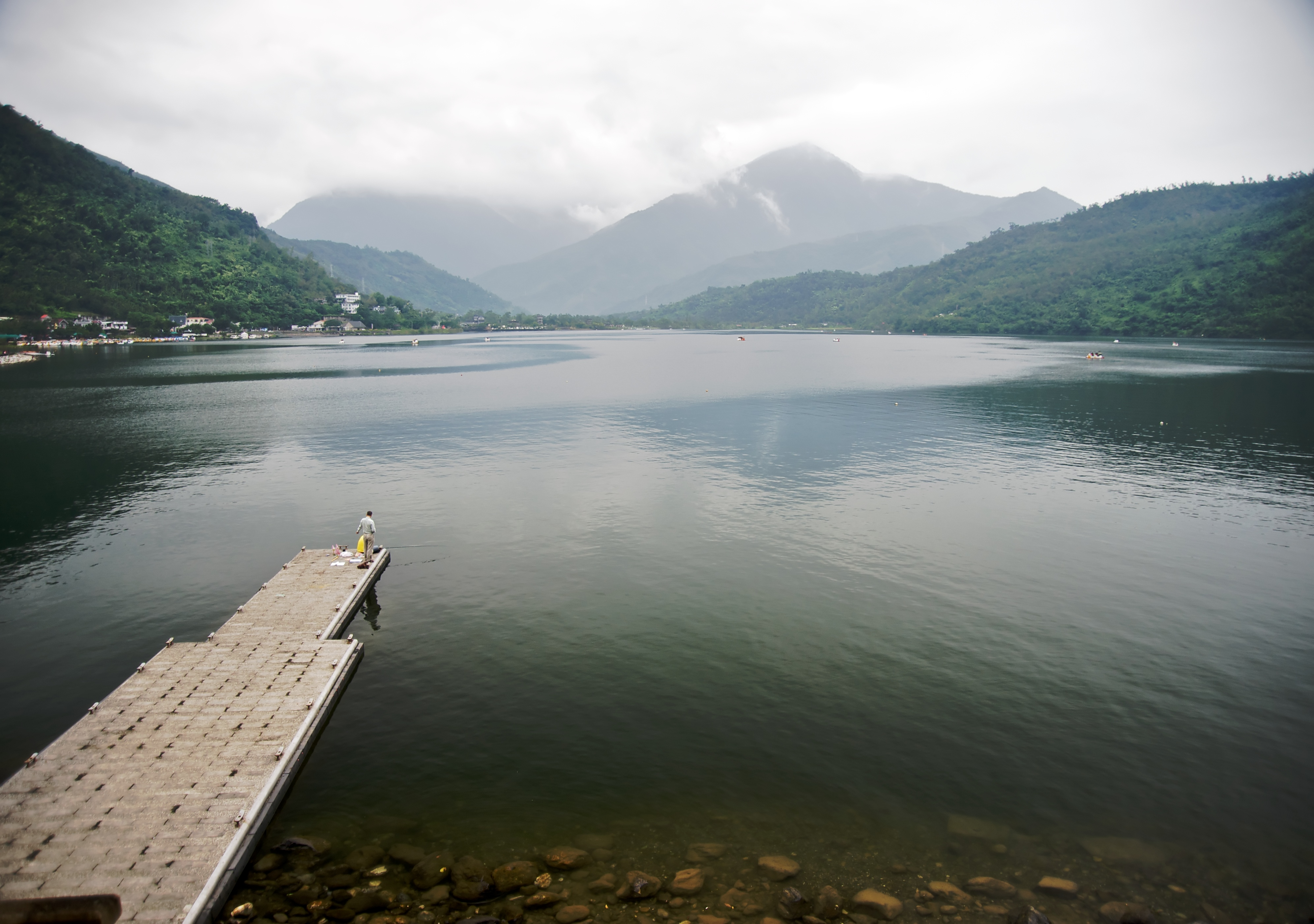
Liyu-See
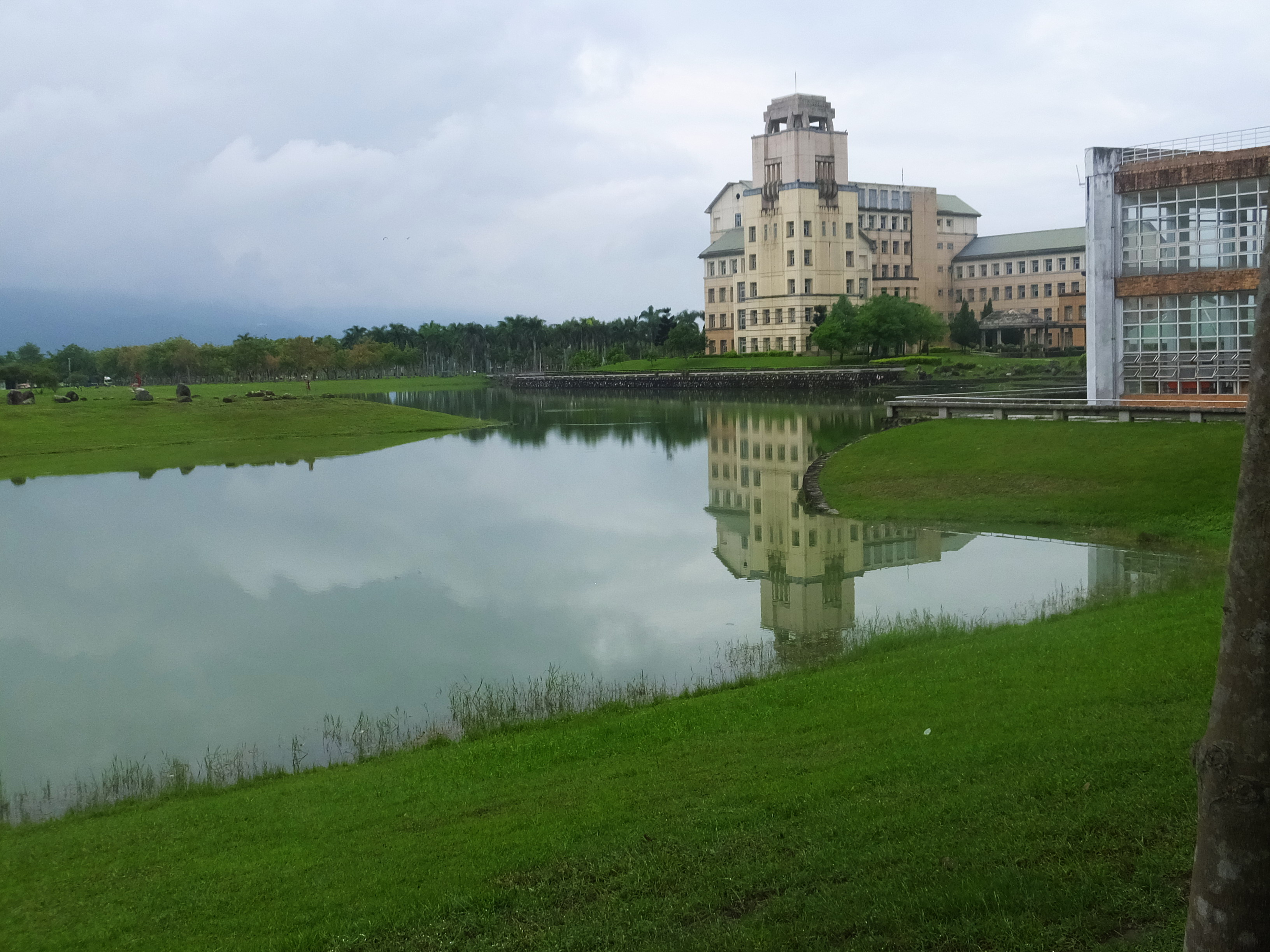
Dong-Hwa-Universität
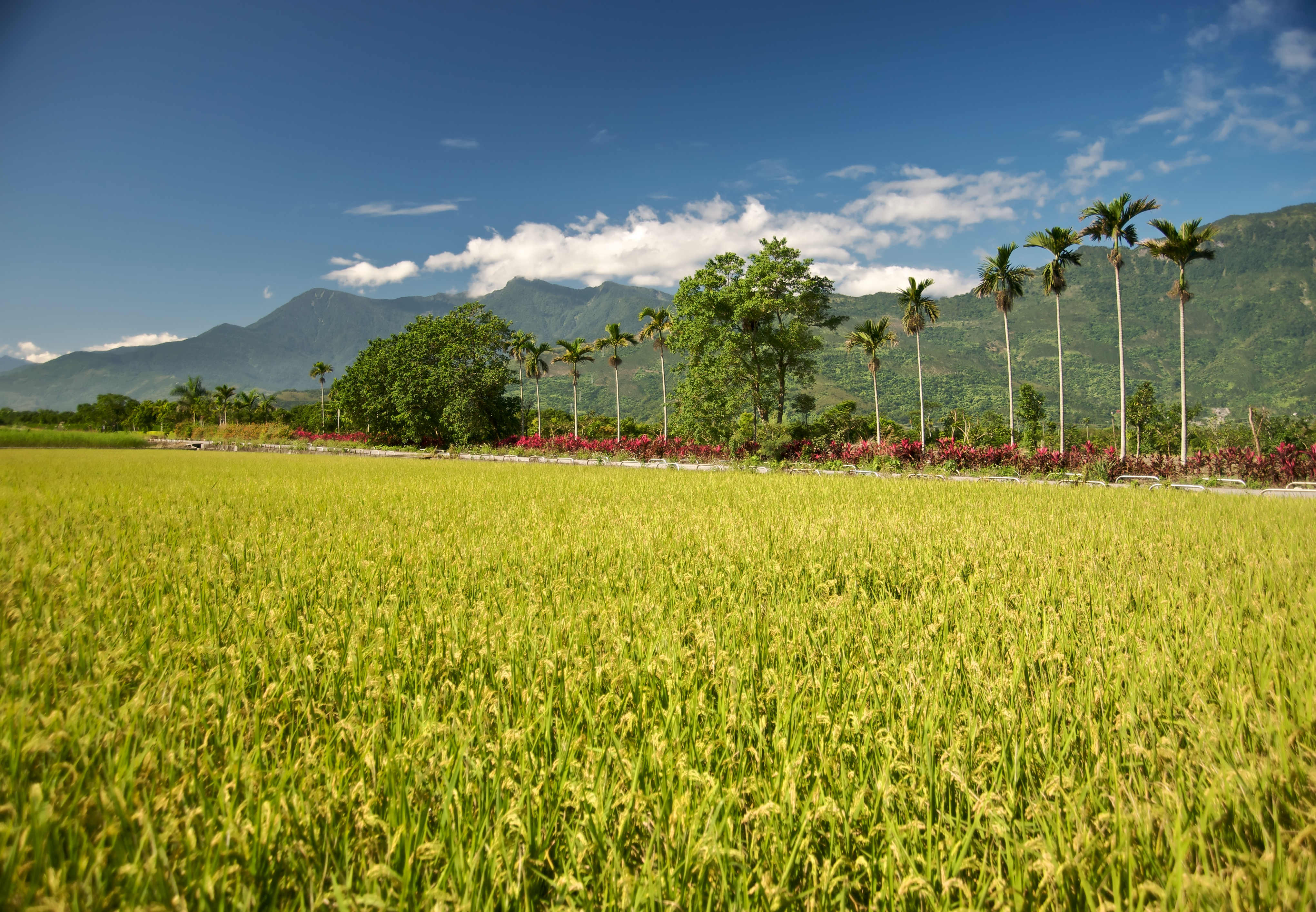
Reisfeld in Shoufeng – im Hintergrund das Haian-Gebirge